# George C. Hale

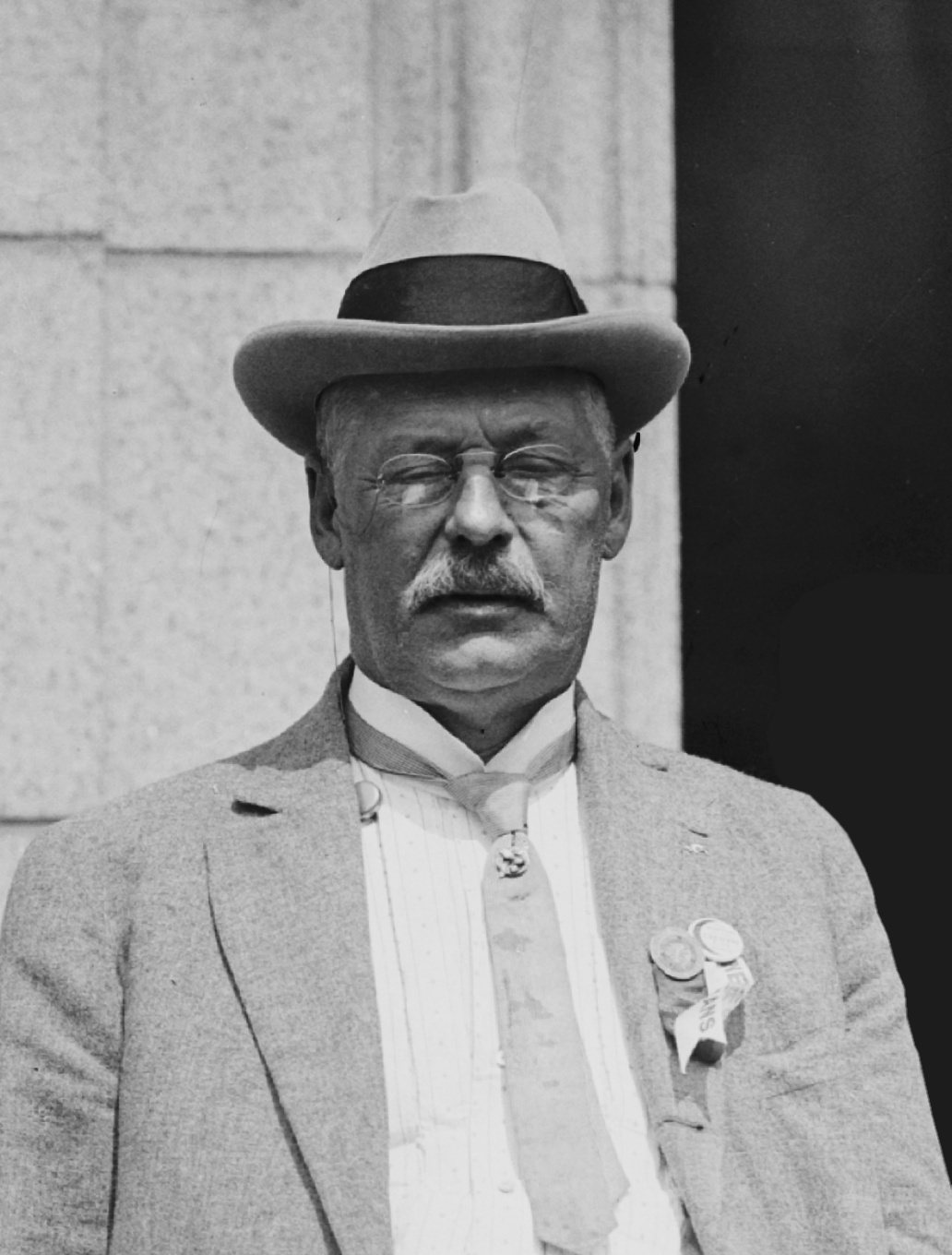
George C. Hale

George C. Hale (ur. 28 października 1849 w Colton w hrabstwie St. Lawrence, zm. 14 lipca 1923 w Kansas City) – amerykański inżynier, wynalazca, pomysłodawca symulatora podróży kolejowej o nazwie Hale's Tours, pomysłodawca wielu urządzeń służących ochronie przeciwpożarowej.
Urodził się 28 października 1849 w Colton w hrabstwie St. Lawrence. Jego pierwszą posadą była praca sprzedawcy dla firmy Lloyd and Leland w Kansas City (od 1863). Następnie nadzorował maszyny podczas budowy mostu na rzece Missouri (1866–1869) oraz pracował dla Great Western Manufacturing Co. w Leavenworth (1869–1871/1873). Od 1871 roku pracował jako strażak w  Kansas City, z czasem został szefem tego oddziału straży pożarnej. Opatentował ponad 60 wynalazków mających usprawnić pracę strażaków, m.in. automatyczny alarm przeciwpożarowy, uprząż pozwalającą na sprawne zaprzęgnięcie koni, rozcinacz do dachów i in. W 1900 roku wraz ze swoimi podwładnymi brał udział w międzynarodowym kongresie strażackim w Paryżu. W 1902 roku został zwolniony przez burmistrza Jamesa A. Reeda, jednak aż do śmierci projektował urządzenia przeciwpożarowe.
1904 roku na wystawie w Saint Louis zaprezentował po raz pierwszy symulator podróży kolejowej, tzw. Hale's Tours. Urządzenie takie składało się z wagonu kolejowego, w którym na ekranie wyświetlano krajobrazy nakręcone wcześniej w jadącym pociągu; symulację wzmacniały efekty dźwiękowe oraz ruchy wagonu. Urządzenie, opatentowane w 1905, stało się niezwykle popularne i Hale wraz ze swoim wspólnikiem sprzedał wiele licencji na korzystanie ze swojego patentu, również za granicą (m.in. w Hawanie, Berlinie, Johannesburgu i Hongkongu).
George C. Hale zmarł w 1923 roku w Kansas City.